# Grafschaft Hohengeroldseck
Die Grafschaft Hohengeroldseck war eine Grafschaft des Heiligen Römischen Reiches deutscher Nation, die durch das Geschlecht von der Leyen beherrscht wurde. Die Grafschaft existierte von 1711 bis zum Ende des Reiches 1806. Von 1806 bis 1813 war das Territorium als Fürstentum von der Leyen Mitglied des Rheinbundes. Das Vorgängerterritorium, die Herrschaft Hohengeroldseck, wurde vom Adelsgeschlecht Geroldseck beherrscht.

## Territorium
Die Grafschaft lag bei Lahr im Schwarzwald und bestand aus dem Hauptort Seelbach, der Burg Hohengeroldseck, sowie den unten aufgeführten Dörfern. Sie umfasste 126 km² mit um 1800 circa 4 500 Einwohnern. Die Grafschaft gehörte zum Schwäbischen Reichskreis.
Die Grafschaft grenzte im Norden an die Gebiete der Reichsstädte Gengenbach und Zell am Harmersbach und im Osten an das Fürstentum Fürstenberg. Im Süden waren die Markgrafschaft Hochberg und das Amt Ettenheim des Hochstifts Straßburg die Nachbarn und im Westen lagen die nassauische Herrschaft Lahr und die baden-badische Herrschaft Mahlberg.

## Geschichte

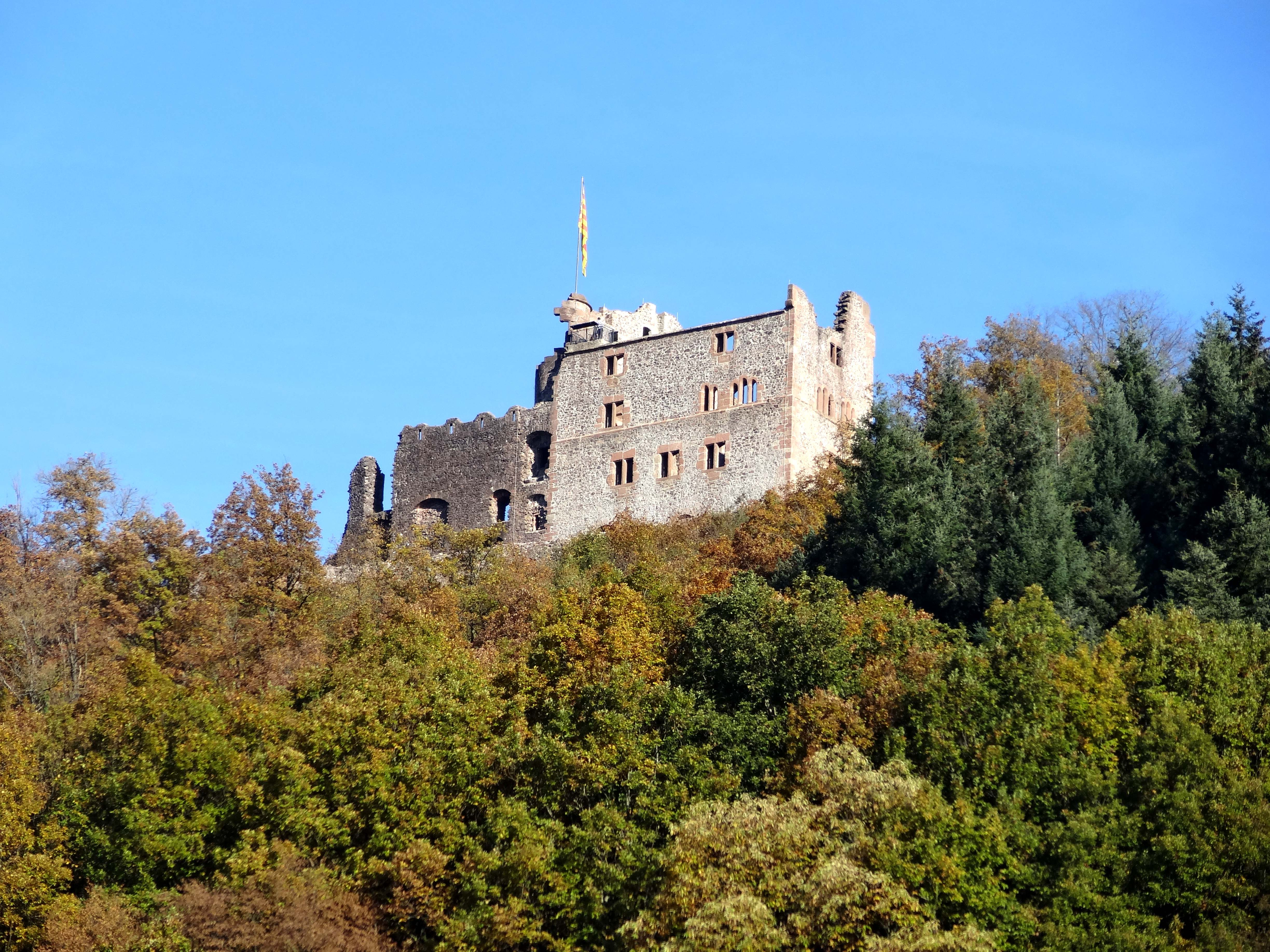
Ruine von Burg Hohengeroldseck

Seit dem Beginn des 12. Jahrhunderts lassen sich in der Ortenau die Herren von Geroldseck nachweisen. Nach dem Tod des Herren Walther von Geroldseck 1277 kam es infolge von Erbstreitigkeiten zu Teilungen. 1426 fiel das Gebiet der Linie Lahr-Mahlberg an die Grafen von Moers-Saarwerden und gelangte bis 1497 an Baden. Die Gebiete Heinrichs von Geroldseck, der sich auf Grund seiner Ehe mit Agnes von Veldenz forthin selbst Graf von Veldenz nannte, kamen 1504 unter österreichische Lehensherrschaft.
Anna Maria von Hohen-Geroldseck († 1649) war nach dem Tod ihres Vaters, Jakob von Hohen-Geroldseck († 1634) die einzige Erbin derer von Geroldseck. Die Habsburger betrachteten die ganze Herrschaft Hohengeroldseck als an sie zurückgefallenes Lehen und ignorierten die Ansprüche der Erbin auf darin enthaltenes Allodialgut; der Kaiser belehnte nun den jungen Reichsgrafen Adam Philipp XI. von Cronberg mit der Herrschaft, dieser starb aber ebenfalls bereits 1634 auf einem Feldzug in Bayern und sein minderjähriger Sohn Kraft Adolf Otto (1629–1692) konnte seine Ansprüche erst Jahre später geltend machen. Anna Maria heiratete 1644 den Markgrafen von Baden-Durlach, Friedrich V.
In Artikel IV, § 27 des Friedensvertrages von Osnabrück wurde festgelegt, dass Anna Maria die von ihr beanspruchten Güter bei Vorlage echter Urkunden herausgegeben werden sollten. Anna Maria setzte Friedrich als ihren Erben ein, aber auch er konnte bis an sein Lebensende nicht in den Besitz des geerbten Allodialgutes kommen, da die Habsburger und der von ihnen belehnte Kraft Adolf Otto immer wieder die Ausführung der Vertragsbestimmung hinausschoben und neue Rechtsmittel einlegten. 1692 starb mit Kraft Adolf Otto allerdings die reichsgräfliche Linie von Cronberg im Mannesstamm aus, da nur die unehelichen Kinder Krafts das Erwachsenenalter erreichten.
Nun wurde nach einem erfolglosen Versuch des Markgrafen von Baden, Friedrich VII. Magnus, das Gebiet zu annektieren (1692–1697), Hohengeroldseck seit 1697 als habsburgisches Lehen durch das Geschlecht von der Leyen beherrscht. 1711 erlangte es die Reichsgrafenwürde und wurden in das schwäbische Reichsgrafenkollegium aufgenommen. Die Herrschaft wurde zur Reichsherrschaft mit Sitz und Stimme im Reichstag.
Dank der Verwandtschaft mit Erzkanzler Dalberg blieb Hohengeroldseck in napoleonischer Zeit zunächst unabhängig, allerdings erfuhr das Gebiet auch keine Vergrößerung. Inzwischen vollständig von badischem Territorium umgeben, wurde Hohengeroldseck 1806 unter Philipp Franz als Fürstentum von der Leyen kleinstes Mitglied des Rheinbunds.
Nach der Völkerschlacht bei Leipzig trat Fürst Philipp, der seit Jahren in Paris lebte, der Koalition unter Führung Preußens, Russlands und Österreichs nicht bei. Deshalb wurde Hohengeroldseck am 12. Dezember 1813 als „herrenloses Land“ eingezogen und unter die Verwaltung der Siegermächte gestellt. Als Fürst Philipp sich später um einen Beitritt zur Koalition bemühte, wurde ihm dies nun verwehrt.
Durch den Wiener Kongress gelangte Hohengeroldseck zunächst 1815 an Österreich. Auf dem Aachener Kongress 1818 gelangte es durch Gebietsaustausch an das Großherzogtum Baden: Baden erhielt Hohengeroldseck, dafür trat es das Amt Steinfeld an Österreich ab, das es wiederum dem Königreich Bayern überließ. Die Übergabe Hohengeroldsecks an Baden erfolgte am 25. November 1819. Das Gebiet wurde zunächst als „Provisorisches Amt Hohengeroldseck“ verwaltet, bis es am 1. März 1831 dem Amt Lahr zugeschlagen wurde.

## Liste der Reichsgrafen von Hohengeroldseck
| Regierungszeit | Name                | Geboren         | Gestorben          | Abstammung                        |
| -------------- | ------------------- | --------------- | ------------------ | --------------------------------- |
| 1705–1739      | Karl Kaspar         | 19. Juli 1655   | 30. November 1739  | Freiherren von der Leyen-Adendorf |
| 1739–1760      | Friedrich Ferdinand | 7. Januar 1709  | 16. Februar 1760   | Sohn des vorigen                  |
| 1760–1775      | Franz Karl          | 26. August 1736 | 26. September 1775 | Sohn des vorigen                  |
| 1775–1806/13   | Philipp Franz       | 1. August 1766  | 23. November 1829  | Sohn des vorigen                  |

Da Philipp Franz beim Tode seines Vaters 1775 erst 9 Jahre alt war, übernahm seine Mutter Marianne von der Leyen von 1775 bis 1793 die Regentschaft.

## Wirtschaft
In der Grafschaft wurde Obst- und Ackerbau betrieben. In der Viehwirtschaft standen die Schweine im Vordergrund. Im Weiler Geroldseck gab es eine Bleigrube und in Emersbach gab es Silberbergbau in der St. Lendlins-Grube.

## Orte
| Gemeinde    | Anmerkungen | Wappen |
| ----------- | --- | ------ |
| Seelbach    | Hauptort der Grafschaft mit etwa 500 Einwohnern um 1800; mit Schloss Dautenstein und Burg Seelbach, sowie Litschental und Steinbach; der heutige Ortsteil Wittelbach gehörte nicht zur Grafschaft |        |
| Kuhbach     | mit Brudertal |        |
| Prinzbach   | mit Emersbach |        |
| Reichenbach | mit Eichberg, Gereut, Giesenhof, Langeck, Poche, Schindelhöfe |        |
| Schönberg   | |        |
| Schuttertal | |        |